# Зловещие мертвецы 2
«Зловещие мертвецы 2» (англ. Evil Dead II) — фильм ужасов от режиссёра Сэма Рэйми. Вторая часть одноимённой франшизы, также известная под названием «Зловещие Мертвецы 2: Смерть на Рассвете» (англ. Evil Dead 2: Dead by Dawn).
Начиная с этого фильма, Книга Мёртвых (Naturan Demanto из первой части) получает в трилогии своё привычное название Некрономикон. В конце фильма также впервые употребляется термин дедайт.

## Расхождения с первой частью фильма
Сиквел является прямым сюжетным продолжением первого фильма, действие которого начинается после атаки Эша демоном в финале первой части. Первые семь минут фильма являются предысторией, кратко и упрощённо (по причине ограниченности во времени и ресурсах) пересказывающей события первой части, оставляя из пяти оригинальных персонажей только двух. Соответствующие эпизоды были пересняты заново, поскольку Рэйми утратил права на первый фильм и не мог использовать в предыстории фрагменты оригинального материала. Как результат последующий фильм «Армия тьмы» и серия комиксов «Army of Darkness» в дальнейшем игнорировали события первой части, считая, что в лесную хижину Эш ездил только с Линдой.
Однако после, при работе над мюзиклом «Зловещие мертвецы» и сериалом «Эш против зловещих мертвецов», Рейми решил проблемы с авторскими правами, отчего события всех трёх фильмов были объединены в общий канон.

## Сюжет
После атаки кандарийского духа Уильямс становится одержим и превращается в дедайта. Солнечный свет помогает временно изгнать демона, однако Эш теряет сознание и приходит в себя только вечером. Не имея возможности покинуть проклятое место, Эш возвращается в дом. Ночью туда приезжает дочь профессора Ноуби Энни и ещё трое людей, вместе с которыми Эш вступает в новую конфронтацию с силами тьмы. В ходе противостояния Эшу приходится отрезать заражённую и ожившую кисть своей правой руки до запястья, впоследствии заменив её съёмной бензопилой. В конце концов ему удаётся с помощью Некрономикона открыть пространственно-временной портал между измерениями и изгнать демонов, однако и самого Эша затягивает в этот портал.

## В ролях
- Брюс Кэмпбелл — Эш Уильямс
- Сара Берри — Энни Ноуби
- Дэн Хикс — Джейк
- Кэсси Депайва — Бобби-Джо
- Тед Рэйми — одержимая Генриетта
- Дэниз Бикслер — Линда
- Ричард Домьер — Эд
- Джон Пикс — профессор Ноуби
- Лу Хэнкок — Генриетта
- Уильям Престон Робертсон — голос за кадром

## Производство

### Предыстория
Концепция сиквела «Зловещих мертвецов» обсуждалась и разрабатывалась в течение съёмок оригинального фильма. Сэм Рэйми хотел, чтобы по сюжету главный герой Эш Уильямс с помощью временного портала отправился в Средневековье. Однако в итоге эта идея стала основой для сюжета третьего фильма серии — «Армия тьмы».
После окончания съёмок «Зловещих мертвецов» Рэйми занялся съёмками фильма «Волна преступности» (англ. Crimewave). Продюсированием фильма, помимо Сэма Рэйми, занимались Итэн и Джоэл Коэн. Ирвин Шапиро (англ. Irvin Shapiro), публицист, благодаря которому «Зловещие мертвецы» вышли в кинематографический мейнстрим, предложил Рэйми снять продолжение первого фильма. Поначалу Рэйми, убеждённый, что «Волна преступности» станет хитом, посмеялся над этой идеей, но вскоре Шапиро объявил о работе над продолжением первой части «мертвецов».

### Работа над сценарием
Несмотря на то, что необходимое для фильма спонсирование было получено сравнительно недавно, основной сценарий к фильму был написан в основном во время работы над предыдущим фильмом Рейми — «Волна преступности». Во время съёмок фильма Сэм Рейми связался со своим старым другом Скотом Шпигелем, который сотрудничал, когда они были детьми, с Кэмпбеллом, снимая его в фильмах на плёнку Super 8 mm в Мичигане. Большинство тех фильмов были комедийными и Шпигель решил, что «Зловещие мертвецы 2» должен стать менее прямолинейным ужастиком, чем первая часть. Изначально вступление сиквела должно было включать довольно длительный пролог, в котором участвовали все пять персонажей первого фильма, но в попытке сохранения времени и денег, все они, кроме Эша и Линды, были вырезаны из сценария. Можно сказать, что вступление второй части — ремейк первого фильма, а все что происходит после сцены, где Эша настигает неведомая сила — продолжение.
Шпигель и Рэйми написали большую часть сценария в их доме на Сильвер Лейк, в Лос-Анджелесе, Калифорнии, где они жили с братьями Коэн и актрисами Кэти Бейтс, Фрэнсис Макдорманд и Холли Хантер. В силу того, что их постоянные гости и посетители отвлекали их от работы над сценарием и фильмы, над которыми они тогда работали «Волна преступности» и фильм Джоша Бекера «Война Страйкера» (англ. Stryker’s War aka Thou Shalt Not Kill… Except), работа над сценарием «Зловещих мертвецов 2» заняла довольно длительное время.

### Съёмки
- Режиссёр — Сэм Рэйми
- Сценаристы — Сэм Рэйми, Скотт Шпигель
- Продюсеры — Брюс Кэмпбелл, Алекс Де Бенедетти,  
Ирвин Шапиро, Роберт Таперт
- Оператор — Питер Диминг
- Художник — Рэнди Беннет, Филип Даффин
- Монтаж — Кей Дэвис

С завершением сценария и концом поиска средств продюсирования, съёмочная группа могла приступать к съёмкам. Они проходили в Вейдсборо, в Северной Каролине, недалеко от офиса Де Лаурентиса.
В сцене, где Эш спускается в подвал за страницами книги, на стене можно увидеть перчатку Фредди Крюгера.
Сцена, в которой Эш убегает через стены дома, захлопывая за собой двери от надвигающегося на него зла, была снята с первого дубля. Сцена, в которой рука Эша разбивает тарелки о его голову и заставляет его сделать сальто, также была снята с первого дубля и без каскадёра.